# 갑양진무대
갑양진무대(일본어: 甲陽鎮撫隊 코우요우친부타이[*])는 1868년(게이오 4년) 신선조가 막부로부터 가이국(갑주甲州)의 진압 및 선무(진무鎮撫) 임무를 명받은 뒤를 칭하는 이름이다. "갑양진무대"라는 명칭이 발견되는 당대 문헌은 존재하지 않는다. 다이쇼 연간에 사토 히코고로의 장남이 쓴 『금석비망기』에서 처음 등장이 확인되고, 그것을 참고한 시모자와 칸이 『신선조시말기』를 발표하면서 정설화했다.
도바 후시미 전투 이후 육군총재 카츠 카이슈는 전 정이대장군 도쿠가와 요시노부에게 전권을 위임받아 사태수습에 임하고 있었다. 신정부군이 에동 입성하기 전 탈주병들의 진무가 필요한 상황에서 시중 단속을 맡고 있던 창의대에 타진했지만 창의대 두취 시부사와 세이이치로가 거부하면서 간에이지에 은거하고 있던 요시노부를 경호하던 신선조에게 임무가 내려졌다.
게이오 4년 3월 막부는 신선조 국장 곤도 이사미에게 갑주 진무를 명령했다. 혹설에서는 에도 개성을 무혈로 실현하고자 했던 카츠가 항전파와 신선조를 에도에서 쫓아내기 위한 구실로서 그렇게 했다고도 한다. 갑양진무대라고 개칭한 신선조는 신규 대원을 모집하여 200명 병력을 거느리고 대포 2문, 소총 500정, 군자금 5000냥으로 갑주 방향으로 진군했다. 막부의 명으로 곤도는 오오쿠보 야마토 모리츠요시(大久保 大和 守剛), 히지카타 토시조는 나이토 하야토(内藤 隼人)라고 가명을 칭했다.
갑양진무대는 고후성을 거점으로 삼으려 했지만 진군이 지연되어 신정부군 동산도군이 먼저 고후성을 점거한다. 이후 동산도군과 교전했으나 병력이 압도적으로 열세라 불과 하루만에 패전하고(고슈 가쓰누마 전투) 갑양진무대 잔당은 우에노하라(현 야마나시현 우에노하라시)까지 후퇴한 뒤 거기서 공중분해되어 각자도생으로 도망쳤다.

## 참고 자료
- 松浦玲『新選組』岩波書店、2003年9月20日。ISBN 978-4004308553。